# Heilige-Familiekerk (Fléron)

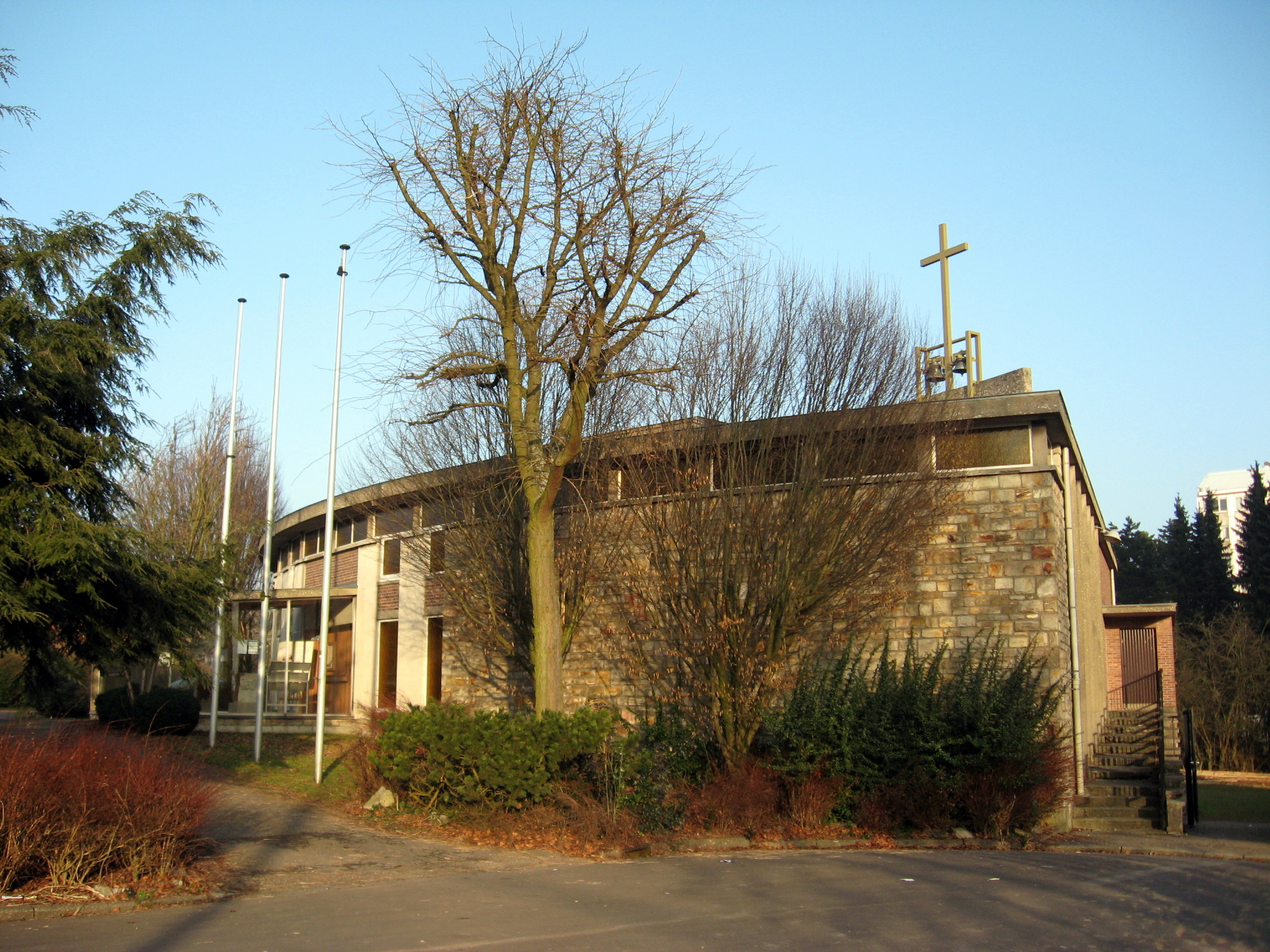
Heilige-Familiekerk

De Heilige-Familiekerk (Frans: Église Sainte-Famille) is een rooms-katholieke hulpkerk te Fléron in de gelijknamige Belgische gemeente, gelegen aan de Rue Eugèene Jehaes 9.
De kerk werd gebouwd van 1963-1965 naar ontwerp van G. Bailly en J. Bailly. De zaalkerk, in modernistische stijl, heeft de plattegrond van een cirkelsegment en is gebouwd in zandsteenblokken. Op het platte dak bevindt zich een open klokkenstoel, vervaardigd van staalprofiel.